# Linia kolejowa Magdeburg – Wittenberge
Linia kolejowa Magdeburg – Wittenberge – dwutorowa, zelektryfikowana magistrala kolejowa biegnąca przez teren kraju związkowego Brandenburgia i Saksonia-Anhalt, w Niemczech, wybudowana przez Magdeburg-Wittenbergeschen Eisenbahn-Gesellschaft (MWE). Łączy Wittenberge przez Stendal z Magdeburgiem.